# Carlos Ometochtzin
Don Carlos Ometochtzin, o Carlos de Texcoco, fue un noble acolhúa de Tezcoco, que fue ejecutado en la hoguera por la Inquisición, acusado de practicar la poligamia y la religión prehispánicas. El juicio, llevado a cabo por fray Juan de Zumárraga, segundo obispo de Nueva España, supuso un escándalo para las autoridades españolas, que lo consideraron un error y un abuso, y contribuyó a que los indígenas quedasen excluidos de la jurisdicción de la Inquisición española en América cuando el Santo Oficio se estableció en Nueva España en 1571.

## Biografía
Era nieto de Nezahualcóyotl e hijo de Nezahualpilli, y por lo tanto podía aspirar a la sucesión como tlatoani de Tezcoco como miembro de la dinastía gobernante. Contrariamente a la creencia popular, nunca ocupó dicho cargo: el error proviene de una confusión en la crónica de Domingo Chimalpahin en la que se le confunde con su hermano Carlos Ahuachpitzactzin. El verdadero tlatoani en el momento de su juicio y muerte era su hermano Antonio Pimentel Tlahuitoltzin.
Sí parece, sin embargo, que Ometochtzin fue un pretendiente al trono, habiendo tratado de convencer al tlatoani previo, Pedro Tetlahuehuetzquititzin, de que le nombrase heredero. Fallando esto, intentó tomar como concubina a María, la esposa del fallecido Tetlahuehuetzquititzin, una costumbre prehispánica que la nueva religión cristiana tenía prohibida y que en este caso escandalizó a las mujeres de su familia. Ante el rechazo de María, el aristócrata intentó en una ocasión entrar en su casa con el fin de forzarla, lo que obligó a la noble a dormir en adelante con vigilancia y luces. Estos actos pusieron en su contra a todos sus familiares, que se abstuvieron de apoyarle cuando Ometochtzin fue acusado ante las autoridades religiosas.

### Juicio y ejecución
Ometochtzin fue acusado por su propio sobrino, Francisco Maldonado, de guardar concubinato con otra sobrina suya pese a estar casado y tener dos hijos, además de mantener la religión prehispánica en connivencia con otros locales. En efecto, se descubrió que guardaba imágenes de Quetzalcóatl, Xipe Tótec y otros dioses, por lo que fue trasladado a la capital y juzgado por fray Juan de Zumárraga, obispo de Nueva España.
De 1536 a 1543 Zumárraga ejerció el cargo de inquisidor apostólico y llevó 183 causas contra los sospechosos de no ser creyentes (de acuerdo al derecho de  Indias). Este obispo se haría famoso unos años más tarde, cuando un texto indígena —el Nican Mopohua (1556)— hará constar su participación en el milagro de Guadalupe.
Ometochtzín fue acusado inicialmente de idolatría, pero, habiéndose probado que ya era cristiano, fue exonerado de este cargo para ser acusado de herejía.

Hermanos, dad acá, ¿quiénes son estos que nos mandan y están sobre nosotros y nos vedan y deshacen? Pues aquí estoy yo, que soy señor de Tetzcuco, y allí está Yoanizi, señor de México, y allí está mi sobrino Tetzapilli, que es señor de Tacuba; y no hemos de consentir que ninguno se ponga entre nosotros ni se nos iguale. Después de que fuéramos muertos bien podrá ser, pero agora aquí estamos y esta tierra es nuestra y nuestros abuelos y antepasados nos la dejaron.
Ometochtzín

Fue condenado y librado al brazo secular, terminando sus días en la hoguera en noviembre de 1539. El acontecimiento fue presenciado por el virrey, el obispo y otros dignatarios, además de una multitud de indios y españoles. Las herejías de que se le acusaba fueron leídas en náhuatl y Zumárraga, que previamente lo había excomulgado y relajado al brazo secular por homicidio, dictó al gobierno secular que fuera tratado de la forma más humana antes de su ejecución.

## Consecuencias
Este fue el caso más notable de Zumárraga, por el que se ganó la censura de la Corte, entre ellos el mismo rey Carlos I. El inquisidor apostólico Tello de Sandoval anuló una de las consecuencias de la ejecución, la referente a los bienes del ajusticiado (que pasaban a formar parte del patrimonio del inquisidor que lo mandaba ejecutar).
La condena y posterior ejecución en la hoguera de don Carlos llevó a plantear con claridad los alcances de la jurisdicción inquisitorial. Cuando se constituyó el Santo Oficio en las virreinatos de ultramar, en 1571, los indígenas fueron dejados fuera de su jurisdicción, al considerarlos neófitos que todavía no tenían la fe católica lo bastante arraigada como para poder ser hechos responsables de herejía.